# Middlesbrough Football Club 1995-1996
Questa voce raccoglie le informazioni riguardanti il Middlesbrough Football Club nelle competizioni ufficiali della stagione 1995-1996.

## Rosa
| N. |                        | Ruolo | Calciatore               |
| -- | ---------------------- | ----- | ------------------------ |
| 1  | Inghilterra (bandiera) | P     | Alan Miller              |
| 2  | Inghilterra (bandiera) | D     | Neil Cox                 |
| 3  | Irlanda (bandiera)     | D     | Christopher Barry Morris |
| 4  | Inghilterra (bandiera) | D     | Steve Vickers            |
| 5  | Inghilterra (bandiera) | D     | Nigel Pearson            |
| 6  | Scozia (bandiera)      | D     | Derek Whyte              |
| 7  | Inghilterra (bandiera) | C     | Nick Barmby              |
| 8  | Inghilterra (bandiera) | C     | Jamie Pollock            |
| 9  | Norvegia (bandiera)    | A     | Jan Åge Fjørtoft         |
| 10 | Scozia (bandiera)      | A     | John Hendrie             |
| 11 | Inghilterra (bandiera) | C     | Robbie Mustoe            |
| 12 | Irlanda (bandiera)     | C     | Alan Moore               |
| 13 | Inghilterra (bandiera) | P     | Gary Walsh               |
| 14 | Inghilterra (bandiera) | D     | Curtis Fleming           |
| 15 | Inghilterra (bandiera) | D     | Phil Whelan              |
| 16 | Inghilterra (bandiera) | C     | Bryan Robson             |
| 17 | Galles (bandiera)      | D     | Clayton Blackmore        |

| N. |                        | Ruolo | Calciatore       |
| -- | ---------------------- | ----- | ---------------- |
| 18 | Irlanda (bandiera)     | C     | Graham Kavanagh  |
| 19 | Bolivia (bandiera)     | A     | Jaime Moreno     |
| 20 | Inghilterra (bandiera) | C     | Phil Stamp       |
| 21 | Inghilterra (bandiera) | C     | Craig Hignett    |
| 22 | Inghilterra (bandiera) | D     | Craig Liddle     |
| 23 | Inghilterra (bandiera) | P     | Ben Roberts      |
| 24 | Inghilterra (bandiera) | A     | Chris Freestone  |
| 25 | Brasile (bandiera)     | C     | Juninho          |
| 26 | Irlanda (bandiera)     | C     | Keith O'Halloran |
| 27 | Inghilterra (bandiera) | D     | Michael Barron   |
| 28 | Inghilterra (bandiera) | D     | Viv Anderson     |
| 29 | Inghilterra (bandiera) | A     | Paul Wilkinson   |
| 30 | Brasile (bandiera)     | D     | Branco           |
| 31 | Inghilterra (bandiera) | D     | Alan White       |
| 32 | Inghilterra (bandiera) | A     | Andy Campbell    |
| 33 | Inghilterra (bandiera) | C     | Mark Summerbell  |

## Maglie e sponsor
Lo sponsor tecnico per la stagione 1995-1996 è Erreà, mentre lo sponsor ufficiale è Cellnet.

## Risultati

### FA Premier League
| Arbitro: | Ashby (Worcester) |

|            |           |            |
| Wright 36’ | Marcatori | 31’ Barmby |

| Middlesbrough 12 settembre 1995, ore 19:45 BST 2ª giornata | Middlesbrough        | 0 – 0 referto | Southampton | Riverside Stadium (29.181 spett.)\| Arbitro: \| Jones (Loughborough) \| |
| Arbitro:                                                   | Jones (Loughborough) |               |             |                                                                         |

| Arbitro: | Lodge (Barnsley) |

|                          |           |  |
| Hignett 39’ Fjørtoft 74’ | Marcatori |  |

| Arbitro: | Hart (Darlington) |

|               |           |  |
| Ferdinand 67’ | Marcatori |  |

| Arbitro: | Danson (Leicester) |

|              |           |             |
| McGinlay 24’ | Marcatori | 77’ Hignett |

| Arbitro: | Poll (Tring) |

|                          |           |            |
| Vickers 57’ Fjørtoft 78’ | Marcatori | 47’ Isaías |

| Arbitro: | Willard (Worthing) |

|  |           |            |
|  | Marcatori | 16’ Barmby |

| Arbitro: | Alcock (Halstead) |

|                        |           |  |
| Barmby 45’ Hignett 71’ | Marcatori |  |

| Arbitro: | Ashby (Worcester) |

|  |           |             |
|  | Marcatori | 68’ Hignett |

| Arbitro: | Reed |

|             |           |  |
| Hignett 15’ | Marcatori |  |

| Arbitro: | Lodge (Barnsley) |

|                        |           |  |
| Pallister 44’ Cole 87’ | Marcatori |  |

| Arbitro: | Burge (Tonypandy) |

|              |           |           |
| Fjörtoft 11’ | Marcatori | 45’ Deane |

| Londra 18 novembre 1995, ore BST 13ª giornata | Wimbledon           | 0 – 0 referto | Middlesbrough | Selhurst Park (13.780 spett.)\| Arbitro: \| Cooper (Pontypridd) \| |
| Arbitro:                                      | Cooper (Pontypridd) |               |               |                                                                    |

| Arbitro: | Reed |

|  |           |               |
|  | Marcatori | 72’ Armstrong |

| Arbitro: | Gallagher |

|                   |           |             |
| Cox 2’ Barmby 64’ | Marcatori | 63’ Ruddock |

| Arbitro: | Durkin (Portland) |

|              |           |           |
| McDonald 16’ | Marcatori | 7’ Morris |

| Arbitro: | Lodge (Barnsley) |

|                                       |           |               |
| Barmby 33’, 55’ Stamp 54’ Juninho 75’ | Marcatori | 16’ Kinkladze |

| Arbitro: | Danson (Leicester) |

|             |           |  |
| Shearer 42’ | Marcatori |  |

| Arbitro: | Dunn (Gloucestershire) |

|                                             |           |                      |
| Fjörtoft 22’ Cox 23’ Morris 29’ Hendrie 85’ | Marcatori | 81’ Cottee 88’ Dicks |

| Arbitro: | Jones (Loughborough) |

|                                           |           |  |
| Short 10’ Stuart 45’, 60’ Kanchelskis 68’ | Marcatori |  |

| Arbitro: | Willard (Worthing) |

|           |           |  |
| Pearce 8’ | Marcatori |  |

| Arbitro: | Bodenham |

|  |           |                        |
|  | Marcatori | 22’ Wright 40’ Johnson |

| Arbitro: | Poll (Tring) |

|                        |           |                                |
| Paulista 38’ Stamp 56’ | Marcatori | 7’ Merson 59’ Platt 62’ Helder |

| Arbitro: | Burge (Tonypandy) |

|                         |           |            |
| Shipperley 64’ Hall 71’ | Marcatori | 44’ Barmby |

| Arbitro: | Cooper (Pontypridd) |

|                                               |           |  |
| Peacock 29’, 38’, 55’ Spencer 31’ Furlong 52’ | Marcatori |  |

| Arbitro: | Dunn (Gloucestershire) |

|                      |           |                          |
| Beresford 37’ (aut.) | Marcatori | 74’ Watson 78’ Ferdinand |

| Arbitro: | Danson (Leicester) |

|             |           |                                      |
| Pollock 36’ | Marcatori | 12’ Blake 45’ Coleman 62’ De 73’ Lee |

| Coventry 24 febbraio 1996, ore BST 28ª giornata | Coventry City     | 0 – 0 referto | Middlesbrough | Highfield Road (18.810 spett.)\| Arbitro: \| Durkin (Portland) \| |
| Arbitro:                                        | Durkin (Portland) |               |               |                                                                   |

| Arbitro: | Gallagher |

|  |           |                           |
|  | Marcatori | 28’ Grant 45’ Hinchcliffe |

| Arbitro: | Reed |

|                    |           |  |
| Dowie 1’ Dicks 62’ | Marcatori |  |

| Arbitro: | Wilkie |

|            |           |           |
| Mustoe 57’ | Marcatori | 56’ Allen |

| Birmingham 19 marzo 1996, ore BST 32ª giornata | Aston Villa       | 0 – 0 referto | Middlesbrough | Villa Park (23.933 spett.)\| Arbitro: \| Alcock (Halstead) \| |
| Arbitro:                                       | Alcock (Halstead) |               |               |                                                               |

| Arbitro: | Elleray (Harrow on the Hill) |

|  |           |             |
|  | Marcatori | 4’ Kavanagh |

| Arbitro: | Cooper (Pontypridd) |

|                                 |           |               |
| Fjörtoft 54’, 67’ Freestone 71’ | Marcatori | 55’ Pembridge |

| Arbitro: | Jones (Loughborough) |

|               |           |            |
| Armstrong 84’ | Marcatori | 85’ Whelan |

| Arbitro: | Ashby (Worcester) |

|             |           |                     |
| Fleming 23’ | Marcatori | 12’ Earle 64’ Ekoku |

| Arbitro: | Dilkes |

|               |           |  |
| Collymore 70’ | Marcatori |  |

| Arbitro: | Durkin (Portland) |

|  |           |                            |
|  | Marcatori | 15’ May 54’ Cole 80’ Giggs |

## Statistiche

### Statistiche di squadra
| Competizione        | Punti | In casa | In casa | In casa | In casa | In casa | In casa | In trasferta | In trasferta | In trasferta | In trasferta | In trasferta | In trasferta | Totale | Totale | Totale | Totale | Totale | Totale | DR  |
| Competizione        | Punti | G       | V       | N       | P       | Gf      | Gs      | G            | V            | N            | P            | Gf           | Gs           | G      | V      | N      | P      | Gf     | Gs     | DR  |
| ------------------- | ----- | ------- | ------- | ------- | ------- | ------- | ------- | ------------ | ------------ | ------------ | ------------ | ------------ | ------------ | ------ | ------ | ------ | ------ | ------ | ------ | --- |
| FA Premier League   | 43    | 19      | -       | -       | -       | -       | -       | 19           | -            | -            | -            | -            | -            | 38     | 11     | 10     | 17     | 35     | 50     | -15 |
| FA Cup              | -     | -       | -       | -       | -       | -       | -       | -            | -            | -            | -            | -            | -            | -      | -      | -      | -      | -      | -      |     |
| Football League Cup | -     | -       | -       | -       | -       | -       | -       | -            | -            | -            | -            | -            | -            | -      | -      | -      | -      | -      | -      |     |
| Totale              | -     | 19      | -       | -       | -       | -       | -       | 19           | -            | -            | -            | -            | -            | 38     | 11     | 10     | 17     | 35     | 50     | -15 |